# Copa del Pacífico 1983
La Copa del Pacífico de 1983 fue la VII edición de la Copa del Pacífico. Esta versión del torneo se jugó en las Ciudades de Lima en Perú y Arica en Chile, en partidos de ida y vuelta los días 21 de julio y 3 de agosto. La selección de Chile se queda con la Copa, empatando en títulos a la escuadra del Perú, después de que esta se obtuviese la última Copa en disputa, en la versión anterior.

## Partidos

### Partido de ida
| 21 de julio de 1983 | Perú | 0:1 (0:1) | Chile    | Estadio Nacional, Lima          |                                 |
|                     |      | Reporte   | Soto 44' | Árbitro(s): Enrique Labó (Perú) | Árbitro(s): Enrique Labó (Perú) |

| Perú | Perú | Chile | Chile |
| ---- | --- | --- | ----- |
| Perú | Copa del Pacífico 1983, Partido de ida 21 de julio de 1983 en Estadio Nacional, Lima Resultado: 0:1 Árbitro: Enrique Labó (Perú) Reporte                                                             | Copa del Pacífico 1983, Partido de ida 21 de julio de 1983 en Estadio Nacional, Lima Resultado: 0:1 Árbitro: Enrique Labó (Perú) Reporte                                                | Chile |
| Perú | José González Ganoza · Jorge Nelson Ramírez · Jaime Duarte · Pedro Requena · Roberto Rojas Tardío · Luis Reyna · Pedro Bonelli · Genaro Neyra 57' · Eduardo Malásquez · Juan Caballero · Eduardo Rey | Roberto Rojas · Alejandro Hisis · Leonel Herrera · René Valenzuela · Luis Valenzuela · Luis Rojas · Rodolfo Dubó · Juan Soto 61' · Juan Rojas 53' · Osvaldo Hurtado 80' · Jorge Aravena | Chile |
| Perú | Juan José Tan | Luis Ibarra | Chile |
| Perú | Alberto Castillo 57' | Juan Carlos Letelier 53' · Marcelo Pacheco 61' · Óscar Arriaza 80' | Chile |
| Perú | Goles | | Chile |
| Perú | 0:1 44' Juan Soto | | Chile |

### Partido de vuelta
| 3 de agosto de 1983 | Chile            | 2:0 (1:0) | Perú | Estadio Carlos Dittborn, Arica                                    |                                                                   |
|                     | Letelier 19' 67' | Reporte   |      | Asistencia: 18 802 espectadores Árbitro(s): Juan Silvagno (Chile) | Asistencia: 18 802 espectadores Árbitro(s): Juan Silvagno (Chile) |

| Chile | Chile | Perú | Perú |
| ----- | --- | --- | ---- |
| Chile | Copa del Pacífico 1983, Partido de vuelta 3 de agosto de 1983 en Estadio Carlos Dittborn, Arica Resultado: 2:0 Asistentes: 18.802 Árbitro: Juan Silvagno (Chile) Reporte                                        | Copa del Pacífico 1983, Partido de vuelta 3 de agosto de 1983 en Estadio Carlos Dittborn, Arica Resultado: 2:0 Asistentes: 18.802 Árbitro: Juan Silvagno (Chile) Reporte                                           | Perú |
| Chile | Marco Antonio Cornez · Alejandro Hisis · Marcelo Pacheco · René Valenzuela · Luis Valenzuela · Juan Soto · Luis Rojas · Jorge Aravena · Juan Carlos Letelier 83' · Óscar Arriaza 60' · Juan Carlos Orellana 50' | José González Ganoza · Jorge Nelson Ramírez · Pedro Requena · Rubén Toribio Díaz · Roberto Rojas Tardío · José Velásquez · Jaime Duarte 46' · Germán Leguía · Eduardo Malásquez · Franco Navarro · Eduardo Rey 72' | Perú |
| Chile | Luis Ibarra | Juan José Tan | Perú |
| Chile | Jorge Contreras 50' · Leonel Herrera 60' · Óscar Herrera 83' | Luis Reyna 46' · Luis Alberto Mora 72' | Perú |
| Chile | Goles | | Perú |
| Chile | 1:0 19' Juan Carlos Letelier · 2:0 67' Juan Carlos Letelier | | Perú |

## Tabla
| Equipo | Pts | PJ | PG | PE | PP | GF | GC | Dif |
| ------ | --- | -- | -- | -- | -- | -- | -- | --- |
| Chile  | 6   | 2  | 2  | 0  | 0  | 3  | 0  | +3  |
| Perú   | 0   | 2  | 0  | 0  | 2  | 0  | 3  | -3  |

| Chile         |
| Campeón Chile |